# Kalanchoe uniflora
Kalanchoe uniflora ist eine Pflanzenart der Gattung Kalanchoe in der Familie der Dickblattgewächse (Crassulaceae).

## Beschreibung

### Vegetative Merkmale
Kalanchoe uniflora ist eine ausdauernde, epiphytische, krautige Pflanze. Ihre kahlen, schlanken, grünen Triebe sind niederliegend oder kletternd und wurzeln an ihren Knoten. Die sehr dicken, fleischigen, kahlen, leuchtend grünen Laubblätter sind fast sitzend bis gestielt. Der schlanke Blattstiel ist 1 bis 2,5 Millimeter lang. Ihre verkehrt eiförmige, kreisrunde, rundlängliche bis längliche Blattspreite ist 0,4 bis 3,5 Zentimeter lang und 0,4 bis 1,5 Zentimeter breit. Ihre Spitze ist stumpf bis gerundet, die Basis gestutzt bis keilförmig. Der Blattrand ist winzig gekerbt, im oberen Teil breit zwei- bis vierzähnig und gelegentlich fast dreilappig.

### Generative Merkmale
Der Blütenstand besteht aus ein- bis dreiblütigen Zymen. Der braune, behaarte Blütenstandsstiel ist 5 bis 15 Millimeter lang. Die hängenden Blüten stehen an fadenförmigen, dünn flaumhaarigen, purpurnen, 5 bis 15 Millimeter langen Blütenstielen. Der grüne Kelch ist spärlich drüsig-langhaarig. Die Kelchröhre ist 0,5 bis 1,5 Millimeter lang. Die eiförmigen, etwas zugespitzten, dornenspitzigen Kelchzipfel weisen eine Länge von 2 bis 4 Millimeter auf. Die urnenförmig-röhrige bis urnenförmige Blütenkrone ist fein drüsig-langhaarig bis kahl. Die leuchtend rote bis rotviolette Kronröhre ist 11 bis 19 Millimeter lang. Ihre eiförmigen, stumpf dornenspitzigen Kronzipfel weisen eine Länge von 3,5 bis 4,5 Millimeter auf und sind 3 bis 6 Millimeter breit. Die Staubblätter sind unterhalb der Mitte der Kronröhre angeheftet und ragen nicht aus der Blüte heraus. Die eiförmigen Staubbeutel sind 1,2 bis 1,4 Millimeter lang. Die linealischen bis länglich linealischen, ausgerandeten Nektarschüppchen weisen eine Länge von 1 bis 1,6 Millimeter auf und sind etwa 0,6 Millimeter breit. Das Fruchtblatt weist eine Länge von 6 bis 11 Millimeter auf. Der Griffel ist 6,5 bis 12 Millimeter lang.
Die länglichen Samen erreichen eine Länge von etwa 0,6 Millimeter.

## Systematik und Verbreitung
Kalanchoe uniflora ist im Nordwesten und Norden von Madagaskar in Wäldern und heideartiger Vegetation in Höhen von 1000 bis 2000 Metern verbreitet.
Die Erstbeschreibung als Kitchingia uniflora durch Otto Stapf wurde 1908 veröffentlicht. Raymond-Hamet stellte die Art 1910 in die Gattung Kalanchoe.

## Nachweise